# 馬賽語
馬賽語（Maasai、Masai） /ˈmɑːsaɪ/ （當地名: ɔl Maa)為东部非洲马赛人所使用的語言、屬於東尼羅語系（Eastern Nilotic languages），通行於肯尼亚南部及坦桑尼亚北部，使用人數約800,000人。馬賽語接進肯尼亞中部桑布鲁人所使用馬語系（Maa languages）的桑布魯語（Samburu language, Sampur）、巴林戈湖東南部及南部所使用的查木斯語（Chamus language，有時亦視為桑布魯語的方言），及坦桑尼亚的帕拉庫尤語（Parakuyu）。馬賽人，桑布魯人，伊爾查木斯人（il-Chamus）及帕拉庫尤人（Parakuyu）在歷史上均為相關的族群，它們的語言均通稱為「歐馬語」（ɔl Maa/）。

## 語音系統
馬賽語為"歐馬語"（ɔl Maa）的變異種，通行於肯尼亚南部及坦桑尼亚，有30個互相對立的音位，音位以字母順序表達如次:a, b, ch（sh 的變異）, d, e, ɛ, g, h, i, ɨ, j, k, l, m, n, ny, ŋ, o, ɔ, p, r, rr, s, sh （為 ch 的變異）, t, u, ʉ, w, wu （或 ww）, y, yi （或 yy），及聲門塞音 ' （或 ʔ）。
聲調在馬賽語裡對於表達正確的語義而言是非常重要的。

### 輔音
在輔音音素表中，音素使用IPA符號表示。約定的符號與實際常用的符號不同，實際的正字符號以圓括號表示。

## 外部連結
- Maa language project
- Doris L. Payne & Leonard Ole-Kotikash: English-Maasai and Maasai-English dictionary （页面存档备份，存于）